# Hunter Harris Jr.

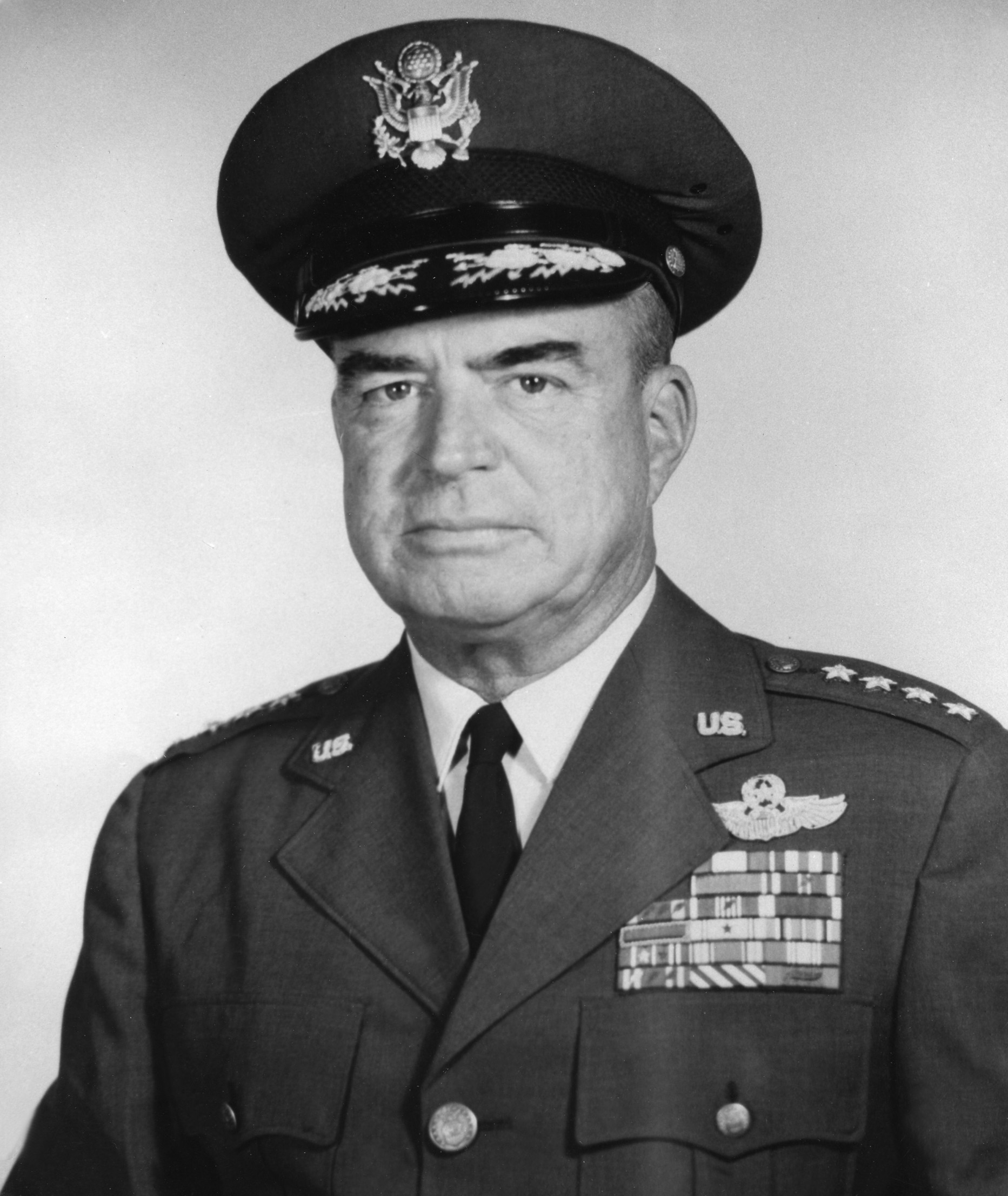
Hunter Harris Jr.

Hunter Harris Jr. (* 27. November 1909 in Fort Sam Houston, Bexar County, Texas; † 5. März 1987 in Honolulu, Hawaii) war ein General der United States Air Force. Er war unter anderem Kommandeur der Pacific Air Forces.
Er war ein Sohn von Major Hunter Maxwell Harris (1877–1946) und dessen Frau Lula Allen Wright (1886–1969). Sein jüngerer Bruder William Allen Harris (1911–1986) brachte es in der United States Army bis zum Generalmajor. Hunter Harris Jr. absolvierte das Virginia Military Institute und studierte dann für einige Zeit an der University of Georgia. In den Jahren 1928 bis 1932 durchlief er die United States Military Academy in West Point. Nach seiner Graduation wurde er als Leutnant der Infanterie zugeteilt. In der Armee bzw. ab 1947 in der Luftwaffe durchlief er anschließend alle Offiziersränge vom Leutnant bis zum Vier-Sterne-General.
Im Lauf seiner militärischen Karriere absolvierte Harris verschiedene Kurse und Schulungen. Dazu gehörten unter anderem eine Pilotenausbildung und Weiterbildungen als Pilot auf neueren Flugzeugtypen so wie das Air War College.
Harris wechselte schon früh von der Infanterie zum United States Army Air Corps. Im weiteren Verlauf der 1930er Jahre war er an verschiedenen Standorten in den Vereinigten Staaten und zwischenzeitlich auch auf den Philippinen stationiert. Dabei war er unter anderem als Pilot und als Stabsoffizier bei verschiedenen Flugeinheiten tätig. Im Jahr 1941 wurde das Army Air Corps umorganisiert und hieß fortan United States Army Air Forces.
Im Dezember 1941 zum Zeitpunkt des amerikanischen Eintritts in den Zweiten Weltkrieg war Harris auf dem Bolling Air Field in Washington, D.C. stationiert. Dort gehörte er dem Stab des Army Air Force Combat Commands an. Im März 1942 wurde er zum Stab des Kriegsministeriums versetzt. Im Oktober 1942 erhielt er das Kommando über eine als B-17 Provisional Group bezeichnete Flugeinheit. Später erhielt er das Kommando über die 447. Bombergruppe (447th Bomb Group), mit der er im Herbst 1943 nach England verlegt wurde. Dort übernahm er das Kommando über das 13. Bombergeschwader (13th Combat Bomb Wing). Im Dezember 1944 wurde er Leiter der Stabsabteilung für Operationen der 3. Bomberdivision (Third Bomber Division). Während seiner Zeit in England flog er 25 Kampfeinsätze.
Im Juni 1945 wurde Hunter Harris zum Hauptquartier der Army Air Forces in Washington, D.C. versetzt. Dort war er bis 1947 Stabsoffizier in dessen militärischer Personalabteilung. Im Jahr 1947 wurde Harris in die neugegründete United States Air Force übernommen. Zwischen August 1947 und Juni 1948 absolvierte er das Air War College auf dem Maxwell Airfield in Alabama. Es folgte eine Versetzung zur Sandia Base in New Mexico. Dort war er stellvertretender Leiter des Armed Forces Special Weapons Project. Im Januar 1950 übernahm er auf der Walker Air Force Base, ebenfalls in New Mexico, das Kommando über das 509. Bombengeschwader (509th Bomb Wing). Ein Jahr später, im Januar 1951, erhielt er das Kommando über die 47. Luftdivision (47th Air Division).
Nach dem Ende dieser Berufung wurde Hunter Harris im Februar 1952 zum Hauptquartier der Air Force in Washington, D.C. versetzt. Dort leitete er bis November 1953 die War Plans Division. Danach verblieb er in anderer Funktion beim Hauptquartier der Air Force. Gleichzeitig gehörte er als Vertreter der Luftwaffe der strategischen Planungskommission (Joint Strategic Plans Committee) bei den Joint Chiefs of Staff an.
Im Mai 1955 übernahm Harris die Leitung der Stabsabteilung für Operationen im Hauptquartier der Luftwaffe für den Fernen Osten (Far East Air Force). Später wurde er zum Stab der Pacific Air Forces versetzt, wo er die Leitung der Stabsabteilung für Planungen und Operationen übernahm (Deputy chief of staff for plans and operations). Im November 1958 folgte seine Ernennung zum stellvertretenden Kommandeur der 8. Luftflotte, die damals auf der Westover Air Force Base in Massachusetts ansässig war. Im Oktober 1961 wurde er Kommandeur dieser Luftflotte.
Es folgte eine Versetzung zur Offutt Air Force Base in Nebraska, wo Harris am 1. Oktober 1962 stellvertretender Kommandeur des Strategic Air Commands wurde. Daran schloss sich eine erneute Versetzung zu den Pacific Air Forces auf Hawaii an. Am 1. August 1964 erhielt er als Nachfolger von Jacob E. Smart den Oberbefehl über die Pacific Air Forces den er bis zum 1. Februar 1967 innehatte. Nachdem er an diesem Tag sein Kommando an John D. Ryan übergeben hatte, schied er aus dem aktiven Militärdienst aus.
Hunter Harris Jr. starb am 5. März 1987 in Honolulu und wurde auf dem dortigen National Memorial Cemetery of the Pacific beigesetzt.

## Orden und Auszeichnungen
Hunter Harris erhielt im Lauf seiner militärischen Laufbahn unter anderem folgende Auszeichnungen:
- Air Force Distinguished Service Medal
- Silver Star
- Legion of Merit
- Distinguished Flying Cross
- Air Medal
- Air Force Commendation Medal
- Purple Heart
- Distinguished Unit Citation
- Kriegskreuz (Frankreich)
- Distinguished Flying Cross  (Vereinigtes Königreich)
- Weißer Elefantenorden (Thailand)
- Order of the Cloud and Banner (Taiwan)
- Order of National Security Merit (Südkorea)
- Order of Military Merit (Südkorea)